# Galați (županija)
Galați (IPA: [ga.'laʦʲ]) županija je u Rumunjskoj, u njenoj povijesnoj regiji Moldaviji. Glavni je grad Galați.

## Povijest
U prošlosti je županija Galați bila dio Moldavije.

## Demografija
Po popisu stanovništva iz 2002. godine, na prostoru županije Galați živjelo je 619.556 stanovnika, a prosječna je gustoća naseljenosti bila 139 stan./km².
- Rumunji - preko 98%[1]
- Rusi, Ukrajinci i Romi.

| Godina | Ukupno stanovnika |
| ------ | ----------------- |
| 1948.  | 341.797           |
| 1956.  | 396.138           |
| 1966.  | 474.279           |
| 1977.  | 581.561           |
| 1992.  | 641.011           |
| 2002.  | 619.556           |

## Zemljopis
Ukupna površina županije je 4.466 km².
Županija Galați nalazi se na maloj uzvisini između rijeka Prut na istoku i Siret na zapadu i sjeverozapadu. Obje rijeke ulijevaju se u Dunav, koji čini prirodnu granicu sa županijom Tulcea na jugoistoku.

#### Susjedne županije
- regija Cahul (Moldova) na istoku,
- Vrancea (županija) na zapadu,
- Vaslui (županija) na sjeveru,
- Brăila (županija) i Tulcea (županija) na jugu.

## Administrativna podjela
Županija Galați podijeljena je na dvije municipije, dva grada i 59 općina.

### Municipiji
- Galați (glavni grad; stanovnika: 331.360)
- Tecuci

### Gradovi
- Târgu Bujor
- Berești

### Općine
| - Bălăbănești - Bălășești - Băleni - Băneasa - Barcea - Berești-Meria - Brăhășești - Braniștea - Buciumeni - Cavadinești - Cerțești - Corni - Corod - Cosmești | - Costache Negri - Cuca - Cudalbi - Cuza Vodă - Drăgănești - Drăgușeni - Fârțănești - Foltești - Frumușița - Fundeni - Ghidigeni - Gohor - Grivița - Independența | - Ivești - Jorăști - Liești - Măstăcani - Matca - Movileni - Munteni - Nămoloasa - Negrilești - Nicorești - Oancea - Pechea - Piscu - Poiana | - Priponești - Rădești - Rediu - Scânteiești - Schela - Șendreni - Slobozia Conachi - Smârdan - Smulți - Suceveni - Țepu - Tudor Vladimirescu - Tulucești - Umbrărești | - Valea Mărului - Vânători - Vârlezi - Vlădești |

## Vanjske poveznice
- Consiliul Județului Galați, službena stranica županije
- Galați Online  Arhivirana inačica izvorne stranice od 14. travnja 2012. (Wayback Machine), portal županije